# Bibliothèque de Malmi
La bibliothèque de Malmi (finnois : Malmin kirjasto) est une bibliothèque du quartier de Malmi à Helsinki en Finlande,,.

## Présentation
La bibliothèque de Malmi a été fondée en 1946. 
Les locaux de la bibliothèque sont situés dans la Malmitalo, un bâtiment polyvalent, conçu par le cabinet d'architectes Huhtiniemi & Söderholm, dont la construction s'est achevée en 1994.
La bibliothèque est l'un des établissements de la bibliothèque municipale d'Helsinki.

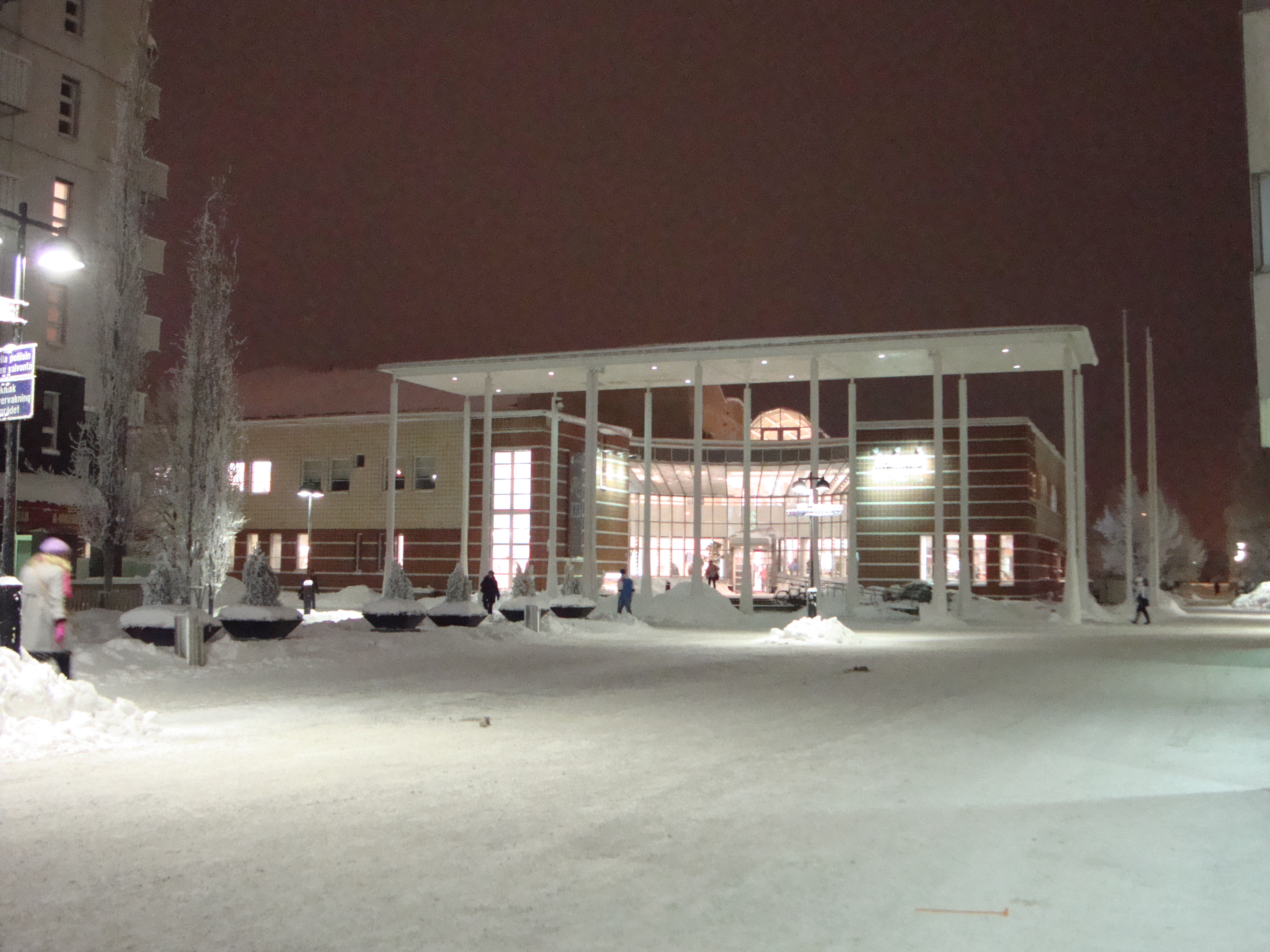
La Malmitalo en hiver.

## Groupement Helmet de bibliothèques
La bibliothèque de Malmi fait partie du groupement Helmet, qui est un groupement de bibliothèques municipales d'Espoo, d'Helsinki, de Kauniainen et de Vantaa ayant une liste de collections commune et des règles d'utilisation communes.